# Kloster Iviron

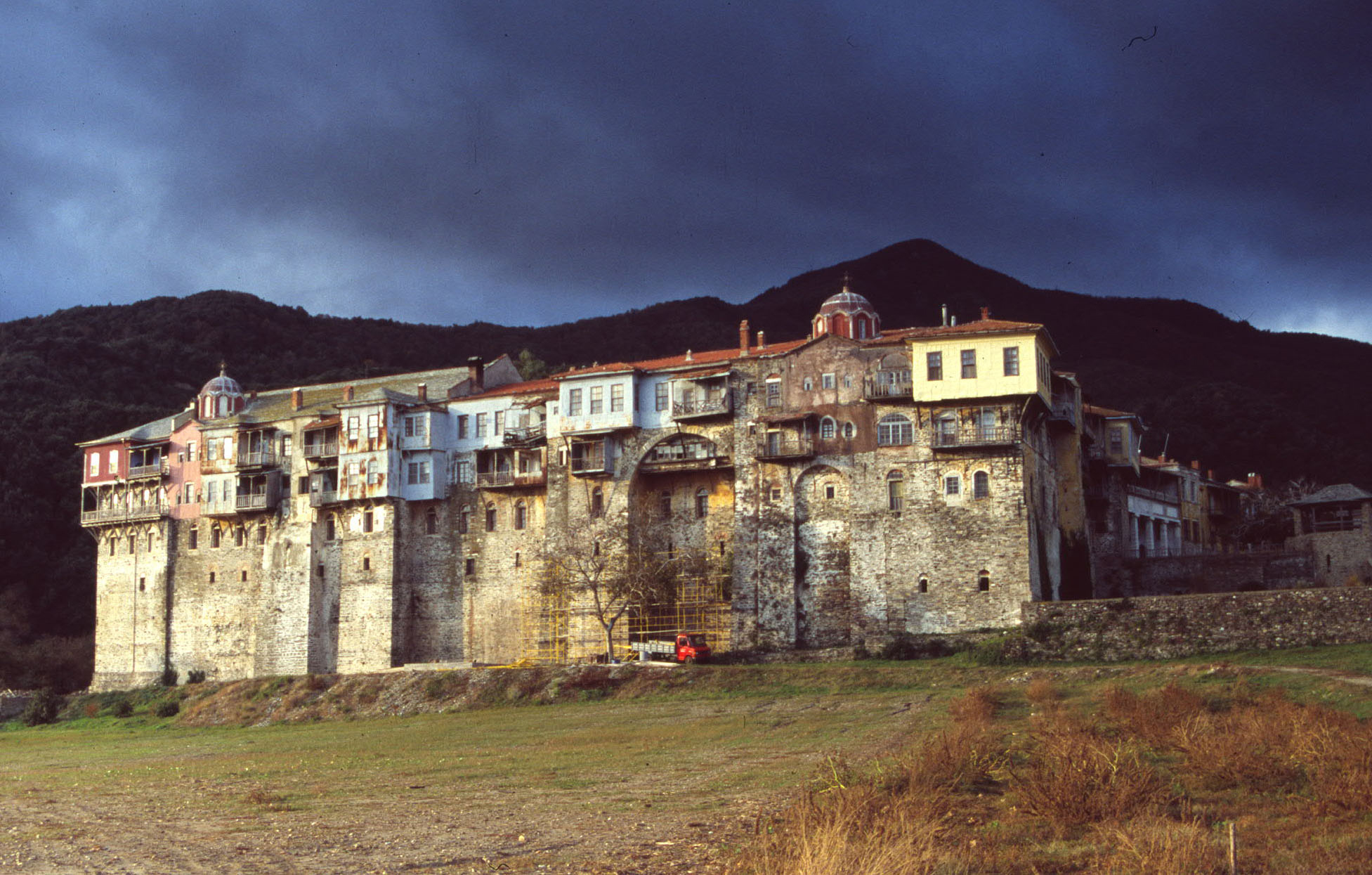
Das Kloster Iviron

Das Kloster Iviron (griechisch Ιερά Μονή Ιβήρων Ierá moní Ivíron, auch Iberon, Iveron transkribiert, georgisch ათონის ივერთა მონასტერი) ist ein orthodoxes Kloster in der Mönchsrepublik auf der Halbinsel Athos in Griechenland. In der Hierarchie der Athos-Klöster befindet es sich an dritter Stelle. Es ist eines der zwanzig selbstverwalteten Klöster auf Athos und wurde der Himmelfahrt Marias gewidmet.
Iviron wurde um 980 unter der Leitung des georgischen Fürsten Johannes Varazvatsche (Warazvace), Beamter am Hof des Königs Dawit IV. und später Mönch, seinem Sohn Euthymius und seinem Schwiegersohn Johannes Tornik(os) (alias: Johannes Synkellos) für georgische Mönche errichtet. Im Dienst des byzantinischen Kaisers Basileios II. hatte Tornik 979 den Aufstand des griechischen Generals Bardas Skleros in Kleinasien niedergeschlagen. Die kaiserlichen Belohnungen dieser Aktion ließen ihn das Kloster üppig ausstatten. Die damit verbundene Aufnahme von Griechen führte 1029–1035/41 zu ersten schwerwiegenden Auseinandersetzungen beider Gruppen. Über die Jahrhunderte gelang es den Griechen die Rolle der Georgier zunehmend und schließlich ganz zu verdrängen.
Iviron war ein wichtiges Zentrum für die christliche georgische Kultur, vor allem wegen der über 160 Übersetzungen, die der Sohn des Johannes, der Heilige Euthymios, zweiter Abt des Klosters (zurückgetreten 1016, gestorben 1028), anfertigte. Nach dem Mongolensturm 1326 gingen die Kontakte zwischen Georgien und dem Athoskloster zurück, 1355 wurde Griechisch die offizielle Sprache des Iviron. Von der weiterbestehenden kulturellen Tradition des Klosters zeugt die Bibliothek mit ihren 2000 Handschriften, darunter wichtige georgische Textzeugnisse. In den 1880er Jahren arbeitete Michail Sabinin hier. Heute besteht die Gemeinschaft des Klosters aus mehr als 70 Mönchen und Novizen.
Das Katholikon wurde von 980 bis 983 errichtet und erhielt seine heutige Form 1513. Das Gebäude gliedert sich in Drei-Konchen-Chor mit Seitenkapellen und doppeltem Narthex (Vorhalle).
Von allen Klöstern auf Athos bewahrt dieses die meisten Heiligenreliquen auf. Ebenso zählt eine berühmte Ikone aus dem 9. Jahrhundert – die Panagia Portaitissa – zu den Kostbarkeiten des Klosters. Es gilt als das berühmteste georgische Diasporakloster.
Der Name Iviron geht auf das georgische Königreich Iberien (Iveria) zurück, die Heimat der ersten Mönche.
Der Heilige Paisios vom Berg Athos lebte 1979 einige Zeit im Kloster Iviron.